# Warczewiczella
Warczewiczella – rodzaj roślin z rodziny storczykowatych (Orchidaceae). Obejmuje 11 gatunków występujących w Ameryce Środkowej i Południowej w takich krajach jak: Boliwia, Brazylia, Kolumbia, Kostaryka, Ekwador, Gujana Francuska, Gujana, Honduras, Panama, Peru, Surinam, Wenezuela.

## Systematyka
Rodzaj sklasyfikowany do podplemienia Zygopetalinae w plemieniu Cymbidieae, podrodzina epidendronowe (Epidendroideae), rodzina storczykowate (Orchidaceae), rząd szparagowce (Asparagales) w obrębie roślin jednoliściennych.
Wykaz gatunków
- Warczewiczella amazonica Rchb.f. & Warsz.
- Warczewiczella candida (Lindl.) Rchb.f.
- Warczewiczella discolor (Lindl.) Rchb.f.
- Warczewiczella guianensis (Lafontaine, G.Gerlach & Senghas) Dressler
- Warczewiczella ionoleuca (Rchb.f.) Schltr.
- Warczewiczella lipscombiae (Rolfe) Fowlie
- Warczewiczella lobata (Garay) Dressler
- Warczewiczella marginata Rchb.f.
- Warczewiczella palatina (Senghas) Dressler
- Warczewiczella timbiensis P.Ortiz
- Warczewiczella wailesiana (Lindl.) É.Morren